# Systemische Sozialarbeit
Dieser Artikel wurde auf der Qualitätssicherungsseite des Portals Soziologie eingetragen. Dies geschieht, um die Qualität der Artikel aus dem Themengebiet Soziologie auf ein akzeptables Niveau zu bringen. Hilf mit, die inhaltlichen Mängel dieses Artikels zu beseitigen, und beteilige dich an der Diskussion. (Artikel eintragen)
Systemische Sozialarbeit wendet systemische Theorien, Methoden und Haltungen auf das gesamte Arbeitsfeld der Sozialen Arbeit an.
Systemische Konzepte lassen sich mit großem Nutzen im beruflichen Alltag anwenden, etwa in der sozialen Arbeit mit Individualklienten der unterschiedlichen Altersstufen, beispielsweise mit Kindern, Jugendlichen, Erwachsenen oder Alten, des Weiteren in der Arbeit mit besonderen Gruppen wie etwa mit Alten, Jugendlichen, Behinderten, psychisch oder körperlich Kranken, Drogenabhängigen, straffällig Gewordenen oder auch mit obdachlosen Menschen. Ein weiteres Feld liegt in der betrieblichen Sozialarbeit.

## Grundlegendes
Wesentlich für eine Systemische Sozialarbeit ist, dass sowohl die wissenschaftliche Fundierung, als auch die methodische Ausrichtung auf systemischen Perspektiven, Theorien und Konzepten basiert.
Dabei gibt es zwar verschiedene systemische Richtungen, ab der Jahrtausendwende haben sich aber vor allem systemisch-konstruktivistische Ansätze durchgesetzt.
Seit den Achtzigerjahren lässt sich im Diskurs und in der Praxis der Sozialen Arbeit eine zunehmende Verbreitung systemischer Ansätze beobachten. Dabei haben sich im Rahmen des systemischen Paradigmas eine Vielzahl unterschiedlicher Ansätze etabliert.
Dabei begann die Etablierung systemischer Perspektiven vor allem in den 1980er Jahren. Grundlage waren sowohl systemisch-konstruktivistische Methodik (ursprünglich im Kontext von Therapie und Beratung entwickelt) als auch systemisch-konstruktivistische Systemtheorie (ursprünglich in der Soziologie entwickelt).
In der sozialarbeiterischen Theorieentwicklung finden sich Gemengelagen, Konklusionen und Transformationen aus beiden Traditionslinien. Etwa die methodisch orientierten Arbeiten von Peter Lüssi, Walter Milowiz, Ulrich Pfeifer-Schaupp, Wolf Ritscher und Wilfried Hosemann, die postmodern-ambiguitätstheoretisch orientierten Arbeiten von Heiko Kleve und die grundlagen- und interaktionstheoretischen Arbeiten zu einer systemisch-konstruktivistischen Lebensweltorientierung und der darauf aufbauenden Relationalen Sozialen Arbeit von Björn Kraus.
Heute ist in der sozialen Arbeit der systemtheoretisch (systemisch)-konstruktivistische Ansatz sehr verbreitet. Er ist eng mit Beiträgen und Arbeiten von z. B. von Dirk Baecker, Peter Fuchs, Johannes Herwig-Lempp, Wilfried Hosemann, Heiko Kleve, Björn Kraus, Roland Merten, Albert Scherr und Jan V. Wirth verbunden.

## Systemischer Ansatz nach Lüssi
Der systemische Ansatz nach Peter Lüssi geht im Gegensatz zum linearen nicht von einem kausalen Ursache – Wirkung – System aus, sondern betrachtet die Wechselwirkungen von Elementen eines Systems im Gesamtzusammenhang. Dabei wird zudem das Verhalten der einzelnen Elemente im System und das Verhalten des Systems zu seiner Umwelt beachtet. Hier wird ein Problem nicht als Wirkung einer bestimmten Ursache gesehen, sondern als eine Systemstörung definiert, die beseitigt werden muss. Die betroffenen Personen werden nicht als ganzheitliche Persönlichkeiten, sondern als Elemente des Systems in ihrer speziellen Rolle, die für den entsprechenden Zusammenhang relevant ist, betrachtet.
Die systemische Sozialarbeit ist vor dem theoretischen Hintergrund des Konstruktivismus entstanden, der sich infolge der Positivismuskritik weniger mit den bloßen Fakten einer Tatsache beschäftigt, sondern vielmehr die Strukturen und Mechanismen betrachtet, die Menschen dazu bringen über Kommunikation und Konsens zu verbindlichen Aussagen zu kommen.

### Wirkweise der systemischen Sozialarbeit
In der systemischen Sozialarbeit ist jedes Problem eine Systemstörung. Als Störung sieht Peter Lüssi entweder eine Störung im Zweck des Systems oder eine Störung in den Beziehungen der Systeme. Auf dem Weg dieses Vorgehens zur Problemlösung ist eine ständige Reflexion unabdingbar, um zu klären, ob der Ansatz, wo das Problem liegt und was das Problem ist, noch stimmt oder ob man seinen Ansatz revidieren muss.

#### Systemzugehörigkeit
Dazu muss zunächst bestimmt werden, welches System man untersucht. Hier stellt Lüssi mehrere Systemkategorien zur Verfügung: die soziale Kategorie oder drei Möglichkeiten für eine andere Kategorie: entweder psychologisch betrachtet eine Persönlichkeit, medizinisch gesehen ein Organismus oder ein Kulturwesen. Das betrachtete System nennt man Referenzsystem. In der Sozialarbeit sind meist soziale Systeme relevant. Dabei gibt es verschiedene Systemebenen, größere Systeme können kleinere enthalten, es entstehen Supra- und Subsysteme. Beispielsweise wäre eine Schulklasse ein Subsystem einer Schule. Die Umwelt des Referenzsystems ist stets sein Suprasystem, von dem es sich durch seine Systemgrenzen abgrenzt. Innerhalb eines Systems müssen seine Mitglieder spezielle Rollen einnehmen.
Die Störung kann nun entweder in der Systemfunktionalität oder in der Systembeziehung liegen.

#### Systemfunktionalität
Betrachtet man die Systemfunktionalität, so kann das System funktional, d. h. entsprechend seinem Zweck, funktionieren oder dysfunktional sein. Im Falle der Dysfunktionalität liegt eine Störung vor, für die Peter Lüssi drei Möglichkeiten nennt:
- eine Fehlfunktion: z. B. in einem Hilfssystem wird ein Hilfebedürftiger immer abhängiger und passiver, statt dass ihm zur Selbsthilfe verholfen wird;
- ein Funktionsausfall: z. B. eine unbesetzte Arbeitsstelle in einem Betrieb[Anm. 1] ;
- ein Funktionskonflikt: z. B. Machtkampf in einer Arbeitsgruppe[Anm. 2].

#### Systembeziehung
Bei der Systembeziehung geht es um die Relationen verschiedener Systeme zueinander. Es gibt nun verschiedene Möglichkeiten.
- Die Beziehung kann zwischen Systemen unterschiedlicher Kategorie sein, d. h. beispielsweise zwischen der sozialen Kategorie einer Familie und der Persönlichkeit eines behinderten Kindes in der Familie. Diese Beziehung kann kongruent oder inkongruent sein. Bei Inkongruenz liegt eine Störung vor und das Ziel ist wieder Kongruenz herzustellen.
- Des Weiteren kann eine Systembeziehung zwischen zwei Systemen gleicher Kategorie, also z. B. zwischen zwei sozialen Systemen „Familie“ vorliegen. Diese Beziehung kann positiv oder negativ sein, im letzteren Fall liegt eine Systemstörung vor, für die Lüssi wieder drei Möglichkeiten nennt:
  - Beziehungsmangel: Es besteht gar keine oder eine mangelhafte Beziehung, z. B. eine Schule informiert die Eltern nicht über sonderpädagogische Hilfsmöglichkeiten für ein Kind das Probleme hat
  - zweckfremde Beziehung: Die Systeminteraktionen scheinen ohne Probleme, aber sie widersprechen dem Zweck des Systems, z. B. durch zu starke persönliche Verflechtungen von Behörden wird ein aktives Eintreten für die Klientel durch Beschwerde innerhalb dieser Behörden ineffektiv
  - die Systeme behindern sich gegenseitig im zweckentsprechenden funktionieren, z. B. eine psychiatrische Einrichtung und das Arbeitsamt agieren bei der Hilfeleistung für einen Klienten kontrovers

#### Problemlösung
Zur Problemlösung schafft der Sozialarbeiter ein Problemlösungssystem, das das Referenzsystem mit verschiedenen Hilfssystemen verbindet bzw.  durch das die Systeme die ein Beziehungsproblem haben miteinander verbunden werden.

### Aufgabe der sozialen Arbeit
Als Aufgabe der sozialen Arbeit nennt Lüssi die soziale Problemlösung. Ein soziales Problem nach Lüssi liegt vor, wenn folgende Kriterien erfüllt sind:
- (im)materielle Not
- subjektive Belastung
- Lösungsschwierigkeit

Für die soziale Problemlösung beschreibt Lüssi Mittel, Methoden und Handlungsarten.

### Mittel und Methoden

#### Mittel
Als Mittel, die der sozialen Arbeit zur Erfüllung ihrer Aufgaben zur Verfügung stehen, nennt Peter Lüssi folgende:
- die Institution
- Sachmittel
- freiwillige Helfer
- andere Dienstleistungen
- rechtliche Grundlagen
- Berufswissen
- Sprache als Kommunikationsmittel
- Persönlichkeit des Sozialarbeiters

#### Methoden
Im Rahmen der Methoden erläutert Lüssi drei Prinzipien:
- konzeptionelle Prinzipien: Prinzipien, die das individuelle Fallverstehen, die Wechselwirkung von Verstehen und Handeln, die systemischen, soziallogischen und sozialethischen Prinzipien sowie die Kreativitätsprinzipien betreffen.
- Handlungsprinzipien: Prinzipien, die das Problemlösungsvorgehen und die Beziehung zwischen Sozialarbeiter und Klient betreffen
- Akzeptanzprinzipien: Prinzipien, die die Glaubwürdigkeit und Effizienz des Vorgehens begründen

Im Rahmen der Methoden seiner Handlungsprinzipien nennt Lüssi verschiedene Handlungsarten:
- Beratung
- Betreuung
- beschaffendes Agieren
- Vertretung
- Verhandlung
- Intervention

### Kritik
Man muss bei Lüssis Theorie klarstellen, dass es sich um eine Handlungstheorie für eine Aufgabe der sozialen Arbeit handelt, denn die soziale Problemlösung ist eben nur ein Teil des Aufgabenbereichs. So beinhaltet soziale Arbeit auch Prävention, die zwar indirekt der Problemlösung durch Problemvermeidung dient, doch wesentlich andere Zielsetzungen und einen anderen Ausgangspunkt hat. Zudem gehört auch gestalterisches Agieren im Rahmen der Gesellschaft zur sozialen Arbeit. Außerdem ist der Aspekt der Kontrolle im Rahmen des doppelten Mandates (Einsatz für das Klienten- und Gesellschaftsinteresse) beispielsweise in der Bewährungshilfe nicht wegzudenken.
Peter Lüssi nennt also eine Aufgabe der sozialen Arbeit und beschreibt für diese Mittel, Methoden und Handlungsarten.
Neben Peter Lüssi gibt es weitere Vertreter der systemischen Sozialarbeit, die sich – obwohl alle unter dem Label systemisch versammelnd, unterschiedlichen Richtungen zuordnen.
Aus der Sicht der emergentischen Systemtheorie nach Mario Bunge wird vor allem eine Kritik an der „Machtblindheit“ systemisch-konstruktivistischer Ansätze geäußert. Als eine Vertreterin dieses Ansatzes kritisiert Silvia Staub-Bernasconi dieses Phänomen mit dem grundsätzlichen Mangel von Begriffen und theoretischen Modellen für die Beschreibung und Bewertung von Machtprozessen innerhalb der konstruktivistisch-systemischen Ansätze.

## Systemischer Ansatz nach Milowiz
Die Wiener Ausrichtung der systemischen Sozialarbeit folgt dem  konstruktivistisch-systemischen Paradigma.

### Elemente der Theorie von Milowiz
Kernpunkte dieser Sichtweise sind:
- die umfassende Sicht aller an Interaktion beteiligten Geschehnisse
- die zirkuläre Selbstherstellung und Selbsterhaltung von Prozessen bzw. Problemen
- die Aufhebung der Trennung zwischen „unbeteiligten“ Beobachtern und Helfern und beobachteten bzw. „geholfenen“ Systemen andererseits bzw. die Mitwirkung der Beobachterin bzw. Helferin an den „Wirklichkeiten“, die sie beobachtet, beschreibt, behandelt
- die konstruktivistische Idee von beliebig vielen verschiedenen Möglichkeiten, die Welt zu sehen und zu beschreiben jede „Wirklichkeit“ lässt beliebig viele Beschreibungen zu,
- die bedingungslose Vermutung, dass jeder Mensch in jeder Situation nachvollziehbar und ehrenwert handelt und dass ggf. zum Verständnis der Handlung immer nur Informationen über die Situation des Klienten fehlen.

Nach Walter Milowiz orientiert sich sozialarbeiterisches Handeln an den Prinzipien von Zirkularität und Selbstreproduktion, d. h. „wenn eine besondere Form der Kommunikation – nämlich die mit dem Helfer – dazu führen kann, dass das „Problem“ vergeht, dann kann das nichts anderes bedeuten, als dass die bis dahin erfolgte „gewöhnliche“ Kommunikation entscheidend daran beteiligt war, das „Problem“ aufrechtzuerhalten. Daher sollten wir uns vor allem mit der Frage befassen, wie wir mithelfen, Probleme zu erhalten.“
Das Feld der Sozialarbeit beschreibt Milowiz als Intervention bei dysfunktionalen Beziehungen zwischen kleinen und großen Systemen: „In jeder Beziehung wird ein Teil der verfügbaren Energien für die Definition und Erhaltung der Beziehung aufgewendet. Wenn man davon ausgehen darf, … dass optimale Beziehungen … ein Minimum von Energie für die Beziehungsarbeit verbrauchen, … wäre eine dysfunktionale Beziehung definiert als eine Beziehung, in der der überwiegende Anteil der Energien für die Auseinandersetzung mit der Beziehung verbraucht wird. Man muss wohl akzeptieren, dass bei jeder Änderung von Beziehungen … die Beziehungsform unklar wird und daher vorübergehend eine intensive Arbeit an neuen … Beziehungsformen notwendig wird. Von dysfunktionaler Beziehung kann man erst dann sprechen, wenn im Zuge einer solchen Entwicklung eine Beziehungsform auftritt, die einerseits stabil ist, andererseits aber ständig in Frage steht, d.h., eine Beziehung, die zu einem guten Teil aus einem endlosen Kampf um ihre Veränderung besteht.“
Hier wird der systemische Ansatz für Sozialarbeit deutlich: Das Ziel – um es allgemein zu fassen – liegt darin, Beziehungsformen, die als problematisch empfunden werden, zu verändern:
„Wo immer Beziehungskonflikte, d. h. dysfunktionale Beziehungen, zwischen Gesellschaft einerseits und Individuen bzw. kleinen, privaten Subsystemen andererseits sich stabilisieren oder eskalieren, funktionalisierend einzugreifen, wo solche Stabilisierungen oder Eskalationen von Beziehungskämpfen zu erwarten sind, präventiv aktiv zu werden, das ist das Feld der Sozialarbeit.“
Folgerichtig verwirft Milowiz jede pädagogische und/oder karitative Begründung von Sozialarbeit. Sozialarbeit bedarf vielmehr des gesellschaftlichen Grundkonsenses der Sozialstaatlichkeit, d. h. dem Anspruch aller Staatsbürger auf soziale Absicherung. Die Verwirklichung dieses Anspruchs ist jedoch in dysfunktionalen, eskalierenden Konflikten jedes Mal gefährdet. „In einer Gesellschaft mit hochspezialisierter Funktionsteilung erscheint es nun durchaus sinnvoll, für die Lösung solcher Konflikte, in denen das Grundrecht auf menschenwürdiges Dasein Einzelner oder kleiner Subgruppen gefährdet ist, Fachleute auszubilden und im Rahmen entsprechender Institutionen einzusetzen. Diese Fachleute sind die SozialarbeiterInnen.“

### Exkurs in den „Systembegriff“ bei Milowiz
Den Begriff des Systems erläutert Milowiz am „Tanzflächen-Beispiel“. Jede Tanzbewegung Einzelner kann:
- unbemerkt und daher folgenlos bleiben.
- bemerkt und kurz aufgegriffen werden, dann „verläuft“ sich die Reaktion wieder.
- bemerkt und aufgegriffen werden, worauf wiederum eine Reaktion erfolgt, die wiederum aufgegriffen wird. Zwei oder mehr Personen tanzen miteinander, eine erkennbare Struktur, eine Beziehungsform ist entstanden.

„Dieser letzte Fall ist – logisch betrachtet – natürlich ein Ausnahmefall gegenüber den vielen ‚Nichtbegegnungen‘, die ja ununterbrochen passieren. Trotzdem erscheint uns dieser Fall als der normale, der dauernd stattfindet. Warum? Weil eine solche, sich selbst am Leben erhaltende Struktur von dem Moment an, in dem sie entsteht, Dauer hat. Sie reproduziert sich ununterbrochen selbst. Das heißt, sie ist beobachtbar, im Gegensatz zu den ‚Nichtbegegnungen‘. […]  Wir können nur Dinge erkennen, die Dauer haben, die sich also über einen bestimmten Mindestzeitraum wiederholen. Darüber hinaus sind noch zeitliche ‚Grenzflächen‘ erkennbar: Wenn regelmäßiges Geschehen sich ändert.
Dem menschlichen Beobachter erscheinen solche Interaktionsstrukturen als eigenständige Elemente, und die Systemiker haben dafür den Begriff ‚System‘ eingeführt. Alle systemische Literatur bezieht sich auf solche Strukturen, die als von der Umwelt relativ unabhängig betrachtet werden.“

In klarem Gegensatz zu Schulen Luhmann’scher Prägung weist Milowiz hier jede Definition von „System“ aufgrund inhaltlicher Kriterien zurück. Für ihn ist „System“ ein definitorisches Konstrukt, das eine oben beschriebene Struktur in einer den Wahrnehmenden praktisch bzw. nützlich erscheinenden Weise zusammenfasst.

## Bildungseinrichtungen mit Ausbildungsgängen in Systemischer Sozialarbeit
Der deutschlandweit erste Masterstudiengang Systemische Sozialarbeit wurde von Johannes Herwig-Lempp 2009 an der Hochschule Merseburg installiert.
Die Wiener Schule der Systemischen Sozialarbeit wurde ab 1985 an der Bundesakademie für Sozialarbeit in Wien sowohl in der Regelausbildung wie auch in Fortbildungslehrgängen gelehrt, heute ist sie am Fachhochschullehrgang für Sozialarbeit des Campus Wien vertreten und findet Niederschlag in Fortbildungen für systemische Sozialarbeit wie in Konzepten des Managing Gender and Diversity.